# Filmowe adaptacje utworów Jules’a Verne’a
Filmowe adaptacje utworów Jules’a Verne’a – lista filmów powstałych w oparciu o prozę Jules’a Verne’a lub nią inspirowanych.
Niezwykłe światy stworzone przez Jules’a Verne’a fascynowały filmowców od samego początku istnienie kinematografii. Już w 1902 Georges Méliès
nakręcił Podróż na Księżyc film oparty na powieściach Verne’a (Z Ziemi na Księżyc) i Wellsa (Pierwsi ludzie na księżycu), zaś w 1904 – Podróż do krainy niemożliwości na podstawie powieści Podróż do granicy niemożliwości (fr.: Voyage à travers l’Impossible, 1882).
Od tego czasu książki Verne’a doczekały się dziesiątek ekranizacji – zarówno filmowych, jak i telewizyjnych, aktorskich i animowanych.

## Lista ekranizacji
Lista wybranych filmów powstałych w oparciu lub inspirowanych książkami Verne’a.
| Rok  | Tytuł filmu                                                       | Pierwowzór                                  | Forma Czas trwania         | Reżyseria                        | Produkcja                                               | Uwagi                                                 |
| ---- | ----------------------------------------------------------------- | ------------------------------------------- | -------------------------- | -------------------------------- | ------------------------------------------------------- | ----------------------------------------------------- |
| 1902 | Podróż na Księżyc (Le voyage dans la Lune)                        | Z Ziemi na Księżyc                          | film, 8 / 14 min           | Georges Méliès                   | Francja                                                 | film niemy                                            |
| 1904 | Podróż do krainy niemożliwości (Voyage à travers l’Impossible)    | Podróż do granicy niemożliwości             | film, 24 min               | Georges Méliès                   | Francja                                                 | film niemy                                            |
| 1912 | Zdobycie bieguna (À la conquête du pôle)                          | Podróże i przygody kapitana Hatterasa       | film, 44 min               | Georges Méliès                   | Francja                                                 | film niemy                                            |
| 1916 | 20 000 mil podmorskiej żeglugi (20,000 Leagues Under the Sea)     | Dwadzieścia tysięcy mil podmorskiej żeglugi | film, 105 min              | Stuart Paton                     | Stany Zjednoczone                                       | film niemy                                            |
| 1936 | Dzieci kapitana Granta (Дети капитана Гранта)                     | Dzieci kapitana Granta                      | film, 88 min               | Władimir Wajnsztok, Dawid Gutman | ZSRR                                                    |                                                       |
| 1954 | 20 000 mil podmorskiej żeglugi (20,000 Leagues Under the Sea)     | Dwadzieścia tysięcy mil podmorskiej żeglugi | film, 127 min              | Richard Fleischer                | Stany Zjednoczone                                       | 2 Oscary Kirk Douglas jako Ned                        |
| 1956 | Kurier carski (Michel Strogoff)                                   | Michał Strogow                              | film, 111 min              | Carmine Gallone                  | Francja · Włochy · Jugosławia                           | Curd Jürgens jako Strogow                             |
| 1956 | W 80 dni dookoła świata (Around the World in 80 Days)             | W osiemdziesiąt dni dookoła świata          | film, 175 min              | Michael Anderson                 | Stany Zjednoczone                                       | 5 Oscarów – w tym najważniejszy Złoty Glob            |
| 1959 | Podróż do wnętrza Ziemi (Journey to the Center of the Earth)      | Podróż do wnętrza Ziemi                     | film, 132 min              | Henry Levin                      | Stany Zjednoczone                                       | Trzy nominacje do Oscarów                             |
| 1961 | Tajemnicza wyspa (Mysterious Island)                              | Tajemnicza wyspa                            | film, 101 min              | Cy Endfield                      | Stany Zjednoczone · Wielka Brytania                     |                                                       |
| 1969 | Gwiazda Południa (The Southern Star)                              | Gwiazda Południa                            | film, 102 min              | Sidney Hayers Orson Welles       | Wielka Brytania · Francja                               |                                                       |
| 1983 | Dookoła świata z Willym Foggiem (La vuelta al mundo de Willy Fog) | W osiemdziesiąt dni dookoła świata          | serial animowany 26x26 min | Fumio Kurokawa Luis Ballester    | Hiszpania · Japonia                                     | Nakręcono dwa sequele serialu                         |
| 1986 | W poszukiwaniu kapitana Granta (В поисках капитана Гранта)        | Dzieci kapitana Granta                      | miniserial, 7 odcinków     | Stanisław Goworuchin             | ZSRR · Bułgaria                                         | Miniserial                                            |
| 1989 | W 80 dni dookoła świata (Around the World in 80 Days)             | W osiemdziesiąt dni dookoła świata          | film, 266 min              | Buzz Kulik                       | Stany Zjednoczone · Włochy · Niemcy · Jugosławia        | Pierce Brosnan jako F. Fogg                           |
| 1995 | Tajemnicza wyspa (Mysterious Island)                              | Tajemnicza wyspa                            | serial, 22 × 60 min        | różni                            | Kanada                                                  |                                                       |
| 1997 | 20 000 mil podmorskiej żeglugi (20,000 Leagues Under the Sea)     | Dwadzieścia tysięcy mil podmorskiej żeglugi | film tv, 95 min            | Michael Anderson                 | Stany Zjednoczone                                       |                                                       |
| 1999 | Podróż do wnętrza Ziemi (Journey to the Center of the Earth)      | Podróż do wnętrza Ziemi                     | film tv, 178 min           | George T. Miller                 | Stany Zjednoczone                                       | Dwie nominacje do Saturnów                            |
| 2002 | 20 000 mil podmorskiej żeglugi (20,000 Leagues Under the Sea)     | Dwadzieścia tysięcy mil podmorskiej żeglugi | film animowany, 70 min     | Scott Heming                     | Stany Zjednoczone                                       |                                                       |
| 2004 | W 80 dni dookoła świata (Around the World in 80 Days)             | W osiemdziesiąt dni dookoła świata          | film, 120 min              | Frank Coraci                     | Stany Zjednoczone · Irlandia · Niemcy · Wielka Brytania | Jackie Chan jako Passepartout                         |
| 2008 | Podróż do wnętrza Ziemi (Journey to the Center of the Earth)      | Podróż do wnętrza Ziemi                     | film, 92 min               | Eric Brevig                      | Stany Zjednoczone                                       |                                                       |
| 2012 | Podróż na Tajemniczą Wyspę (Journey 2: The Mysterious Island)     | Tajemnicza wyspa                            | film, 94 min               | Michael Bostick, Brad Peyton     | Stany Zjednoczone                                       | kontynuacja filmu z 2008 roku Podróż do wnętrza Ziemi |